# Eleição para governador do Tennessee em 2010
A eleição para governador do estado americano do Tennessee em 2010 foi realizada em 2 de novembro de 2010. O democrata Phil Bredesen não pode concorrer a reeleição, pois foi reeleito em 2006. O prefeito de Knoxville
Bill Haslam do Partido Republicano foi eleito governador, derrotando o democrata Mike McWherter.
As organizações não partidárias The Cook Political Report, CQ Politics, e The New York Times taxaram a eleição como uma possível vitória republicana, o The Rothenberg Political Report taxaram a eleição como os republicanos que estavam favoritos, a RealClearPolitics e Sabato's Crystal Ball como vitória provavelmente republicana, e a Rasmussen Reports disse que os republicanos estavam com força no estado.

## Eleição primária
As eleições primárias foram realizadas em 5 de agosto de 2010.

### Primária democrata

#### Candidatos
- Mike McWherter, empresário, ex-advogado, filho do ex-governador Ned McWherter[9][10]

### Primária republicana

#### Candidatos
- Bill Haslam, prefeito de Knoxville[11]
- Joe Kirkpatrick, empresário[12] Retirou-se da disputa
- Basil Marceaux[13]
- Ron Ramsey, vice-governador[14]
- Zach Wamp,representante dos Estados Unidos pelo 3º distrito do Tennessee[15]

### Pesquisas
| Fonte             | Datas                  | Bill Haslam | Zach Wamp | Ron Ramsey | Indecididos |
| ----------------- | ---------------------- | ----------- | --------- | ---------- | ----------- |
| Mason-Dixon       | 19-21 de julho de 2010 | 36%         | 25%       | 20%        | 17%         |
| WSMV TV Channel 4 | 8 de julho de 2010     | 32%         | 21%       | 11%        | 36%         |

### Resultados

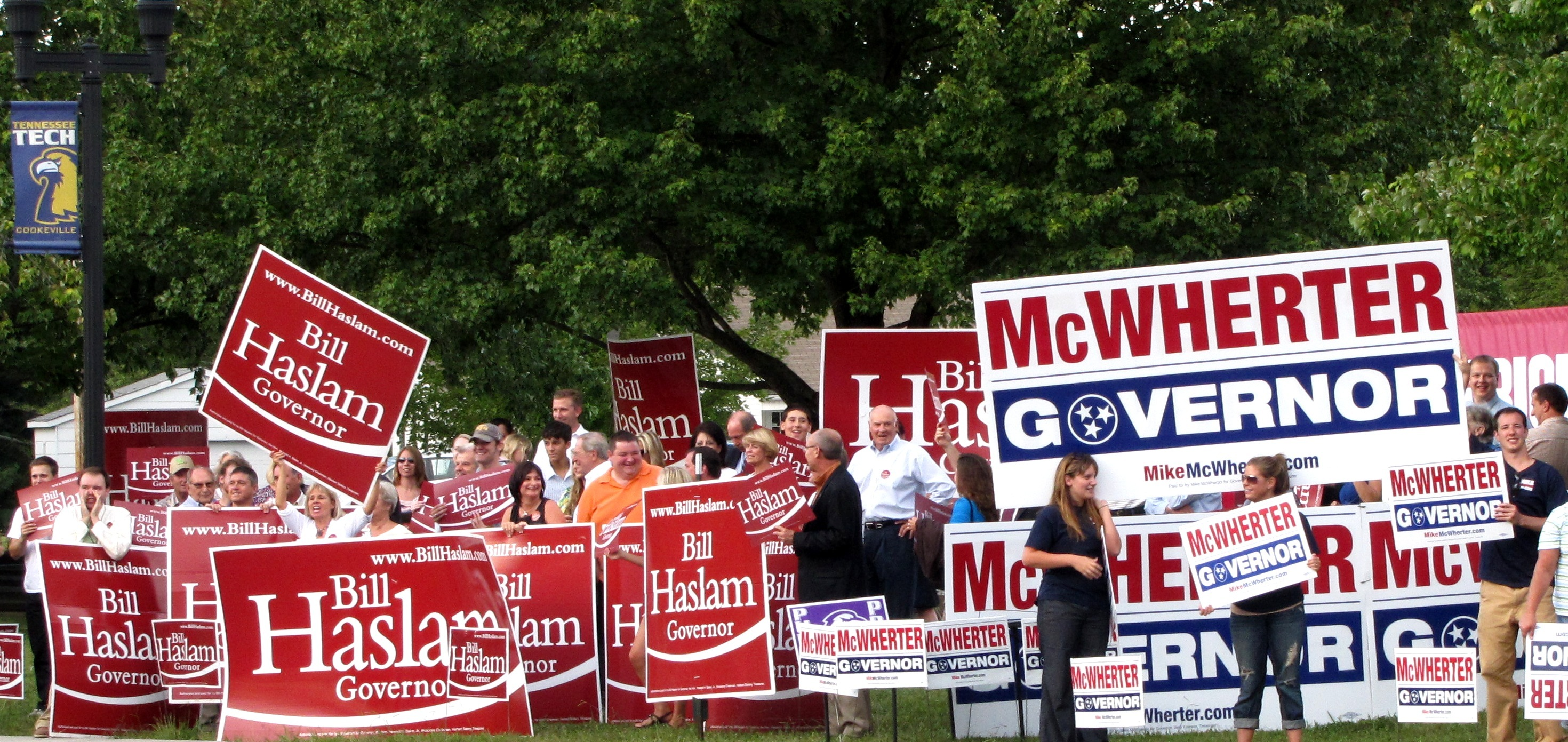
Simpatizantes de campanha de Haslam e McWherter, antes de um debate na Câmara Municipal de Highlands

| Candidato       | Votos   | %      |
| --------------- | ------- | ------ |
| Bill Haslam     | 341.229 | 47,3%  |
| Zach Wamp       | 210.332 | 29,2%  |
| Ron Ramsey      | 158.960 | 22,1%  |
| Joe Kirkpatrick | 6.775   | 0,9%   |
| Basil Marceaux  | 3.508   | 0,5%   |
| Total           | 720.804 | 100,0% |

## Independentes
- Bayron Binkley, corretor[17]
- Brandon Dodds, optometrista[18]
- Samuel David Duck, independente federalista[19] (retirou-se da eleição e endossou Brandon Dodds)[20]
- David Gatchell
- June Griffin
- Toni Hall
- Floyd Knois
- Boyce McCall
- J. David Maharrey, Tea Party
- Linda Kay Perry
- James Reesor, ator[21]
- Thomas Smith II
- Howard Switzer,[22] arquiteto[23] (candidato do Partido Verde; listados na cédula como independente)
- Carl Whitaker, chefe do movimento Native American Indian[24]

## Eleição geral

### Resultados
- Bill Haslam 65,57%
- Mike McWherter 33,36%
- Brandon Dodds 0,30%
- Bayron Binkley 0,29%
- June Griffin 0,16%
- Samuel David Duck 0,11%
- Toni K. Hall 0,06%
- Boyce T. McCall 0,05%
- Mike Knois 0,04%

Fonte: